# Sistani
De Sistani (historisch ook wel " Sekzai " genoemd) zijn een etnische groep van Iraanse afkomst die voornamelijk in de regio Sistan woont, in het zuidoosten van Iran en historisch gezien in het zuidwesten van Afghanistan. Hun taal is het Farsi en het Sistani-dialect.
In termen van ras beschouwt Rawlinson de Sistanis, samen met de Jamshidis van Herat, als een puur voorbeeld van het Arische ras.
In het verleden spraken de mensen van Sistan Midden-Perzische dialecten zoals Parthian Pahlavi, Middle Persian (Sasanian Pahlavi) en nu spreken ze een Perzisch dialect dat bekend staat als Sistani.De Sistani zijn de overlevenden van de Scythische stammen. De Scythen waren de laatste groep Ariërs die in 128 na Christus stierven.Ze kwamen Iran binnen. Ze wonen in de centrale en noordelijke delen van de provincie Sistan en Baluchistan. De afgelopen jaren zijn velen vanwege verschillende politieke en klimatologische redenen naar andere delen van Iran gemigreerd, waaronder Teheran en Golestan.

## Etymologie
De Sistani ontleenden hun naam aan Sekastan ("Land van Saka"). De Sakas waren een stam van Scythen die naar het Iraanse plateau migreerden. De oudere Oud-Perzische naam van de regio - vóór de overheersing van Saka - was Zaranka of Drangiana ("land van water").

## Sociale en demografische kenmerken
De meeste Sistani hangen het sjiisme aan. Volgens onbevestigde rapporten kan het aandeel Sistanis in de provincies Baluchistan en Sistan oplopen tot 40% en zelfs 50%. Als gevolg hiervan heeft de migratie van Sistanis naar Teheran en Golestan de afgelopen decennia plaatsgevonden.
Genetische studies tonen aan dat de Sistani een gemeenschappelijke genenpool hebben met de Perzen uit de provincies Yazd en Fars.